# It’s About Time
It’s About Time (dt.: Es wird höchste Zeit) ist das Debütalbum der US-amerikanischen Band Jonas Brothers. Es erschien am 8. August 2006 unter den Labels Columbia Records und INO Records in den USA. In Deutschland ist es nicht erhältlich. Als erste und einzige Single des Albums wurde im Dezember 2005 das Lied Mandy veröffentlicht, welches jedoch eine Chartplatzierung verfehlte.

## Hintergrund und Promotion
Nach Abschluss der zahlreichen Tourneen begann die Musikgruppe, sich intensiver um die Aufnahmen für ihr Debütalbum zu kümmern. Dieses sollte ursprünglich bereits im Februar 2006 erscheinen, später wurde es auf März 2006 und den 11. April 2006 verschoben. Anschließend favorisierte man den 2. Mai 2006 als Veröffentlichungsdatum.
Letztendlich erschien es dann am 8. August 2006. Ein Jahr zuvor hatte die Gruppe ihren Plattenvertrag unterschrieben. Es war die einzige CD, die die Band unter dem Label Columbia Records verkaufte, im Dezember 2006 verloren sie ihren Vertrag. Das Lied Year 3000, welches auf diesem Album vorhanden ist, erschien auch auf dem nachfolgenden und ist das einzige, für das das neue Label der Gruppe, Hollywood Records, die Vertriebsrechte bekam. Der Titel Time For Me to Fly war im Film Aquamarin – Die vernixte erste Liebe zu hören.

## Titelliste
Es existieren zwei verschiedene Titellisten des Debütalbums. Beide Versionen haben elf Titel. Die zweite Version des Albums erschien wenig später als die erste und beinhaltete anstelle von Don’t Tell Anyone, We’re Gonna Be Alright und Dear God die Lieder Please Be Mine und zwei Cover-Versionen der Busted-Titel What I Go To School For und Year 3000. Außerdem ist die Reihenfolge der Lieder unterschiedlich.
Standard-Version
| #   | Titel                      | Songwriting                                                                             | Länge |
| --- | -------------------------- | --------------------------------------------------------------------------------------- | ----- |
| 1.  | I Am What I Am             | C. Simpson, J. Bourne, John McLaughlin, M. Jay, S. Robson                               | 2:10  |
| 2.  | Mandy                      | P.J. Bianco, C. Jonas, J. Jonas, Joe Jonas, Nick Jonas, Kevin Jonas, Kevin Jonas Senior | 2:48  |
| 3.  | One Day At A Time          | C. Simpson, J. Bourne, M. Jay, S. Robson                                                | 3:55  |
| 4.  | Time For Me to Fly         | Nick Jonas; Joe Jonas; Kevin Jonas, Michael Mangini, Steve Greenberg                    | 3:06  |
| 5.  | 6 Minutes                  | J. Belmaati, K. Gioia, M. Hansen, R. Cronin, Sheppard                                   | 3:07  |
| 6.  | You Just Don’t Know It     | Nick Jonas; Joe Jonas; Kevin Jonas, J. Jonas                                            | 3:38  |
| 7.  | Underdog                   | Nick Jonas, Joe Jonas, Kevin Jonas, D. Child                                            | 3:17  |
| 8.  | Don’t Tell Anyone          | Adam Schlesinger                                                                        | 3:09  |
| 9.  | 7:05                       | Nick Jonas, J. Cates, Joe Jonas, Kevin Jonas, Stargate                                  | 3:49  |
| 10. | Hey We’re Gonna Be Alright | Nick Jonas, Joe Jonas, Kevin Jonas, Michael Mangini                                     | 3:24  |
| 11. | Dear God                   | Nick Jonas, Joe Jonas, Kevin Jonas                                                      | 3:20  |

## Erfolg

### Kommerzieller Erfolg
Das Album blieb kommerziell hinter den Erwartungen zurück, es erreichte nur Platz 91 in den Billboard-Charts, wo es sich nur eine Woche halten konnte. In Deutschland und weiten Teilen Europas wurde das Album nicht veröffentlicht, sodass es sich auch nicht in den Charts platzieren konnte. Laut dem Manager der Band war das Album nur eingeschränkt erhältlich, so wurden zum Beispiel nur 50.000 CDs hergestellt. Das ist auch der Grund, weshalb das Album heute nur zu vergleichsweise hohen Preisen zu erwerben ist. Bis heute wurde das Album in den USA mehr als 123.000 Mal verkauft.
| ChartsChartplatzierungen       | Höchstplatzierung | Wochen |
| ------------------------------ | ----------------- | ------ |
| Vereinigte Staaten (Billboard) | 91 (1 Wo.)        | 1      |

### Rezeption
Das Album bekam durchschnittliche Kritiken. Starpulse.com zum Beispiel gab dem Album drei Sterne und schrieb, dass es ein amüsantes Debüt wäre und mehr Aufhänger habe als die meiste andere Teenager-orientierte Musik des Jahres. About.com bewertete die CD eher negativ und stellte die Glaubwürdigkeit und das Vermarktungskonzept des Plattenlabels infrage. So schrieb Kim Jones, dass das Image als christliche Teenager und Vorbilder sehr unglaubwürdig für drei Jungen im Alter der Bandmitglieder sei. Außerdem kritisierte man die Liedtexte, die sehr oberflächlich seien und deshalb nur für Kinder geeignet sind.

## Mitwirkende Personen
- Quelle:[14]

Management und Kreativbereich
- Jake Chessum – Photograph
- David Gray – A&R
- David Massey – A&R
- Kevin Jonas Sr. – Management
- Johnny Wright – Management
- Aimee MacAuley – Design
- Maria Paula Marulanda – Art Direction

Künstler
- Kevin Jonas – Komponist, Gitarre, Hintergrund-Gesang
- Joe Jonas – Komponist, Gitarre, Keyboard, Perkussion, Gesang
- Nick Jonas – Komponist, Schlagzeug, Gitarre, Keyboard, Gesang
- John R. Angier – Piano
- Jimmi K. Bones – Gitarre
- Thad DeBrock – Schlagzeug
- Steve Greenwell – Bass, Keyboard
- Jon Leidersdorff – Schlagzeug
- Mike Mangini – Gitarre, Keyboard
- Stargate – Komponist
- M. Hansen – Komponist

Technik und Produktion
- Chris Gehringer – Mastering
- Steve Greenberg – Produzent
- Steve Greenwell – Technik
- Femio Hernández – Assistent
- Jon Kaplan – Technik, Mixing, Produzent
- Tom Lord-Alge – Mixing
- Mike Mangini – Produzent
- Chris Roach – Assistant Engineer
- Ken Wright – Assistant Engineer